# Kayenzi
Kayenzi är ett vattendrag i Burundi. Det ligger i den centrala delen av landet, 40 kilometer sydost om huvudstaden Bujumbura.
Omgivningarna runt Kayenzi är en mosaik av jordbruksmark och naturlig växtlighet. Runt Kayenzi är det ganska tätbefolkat, med 172 invånare per kvadratkilometer.